# Cichlasoma trimaculatum
La mojarra prieta (Cichlasoma trimaculatum) es una especie de peces de la familia Cichlidae en el orden de los Perciformes.

## Morfología
Los machos pueden llegar alcanzar los 36,5 cm de longitud total.

## Preferencias
Habita en aguas de movimiento lento de los valles más bajos y prefiere barro y fondos de arena donde vive en las raíces y las malas hierbas. Se alimenta de pequeños peces, macro-invertebrados e insectos acuáticos y terrestres.La temperatura del agua debe ser de 21 °C a 30 °C

## Distribución geográfica
Se encuentra en la América Central: los ríos de la vertiente  pacífica desde México hasta El Salvador.  

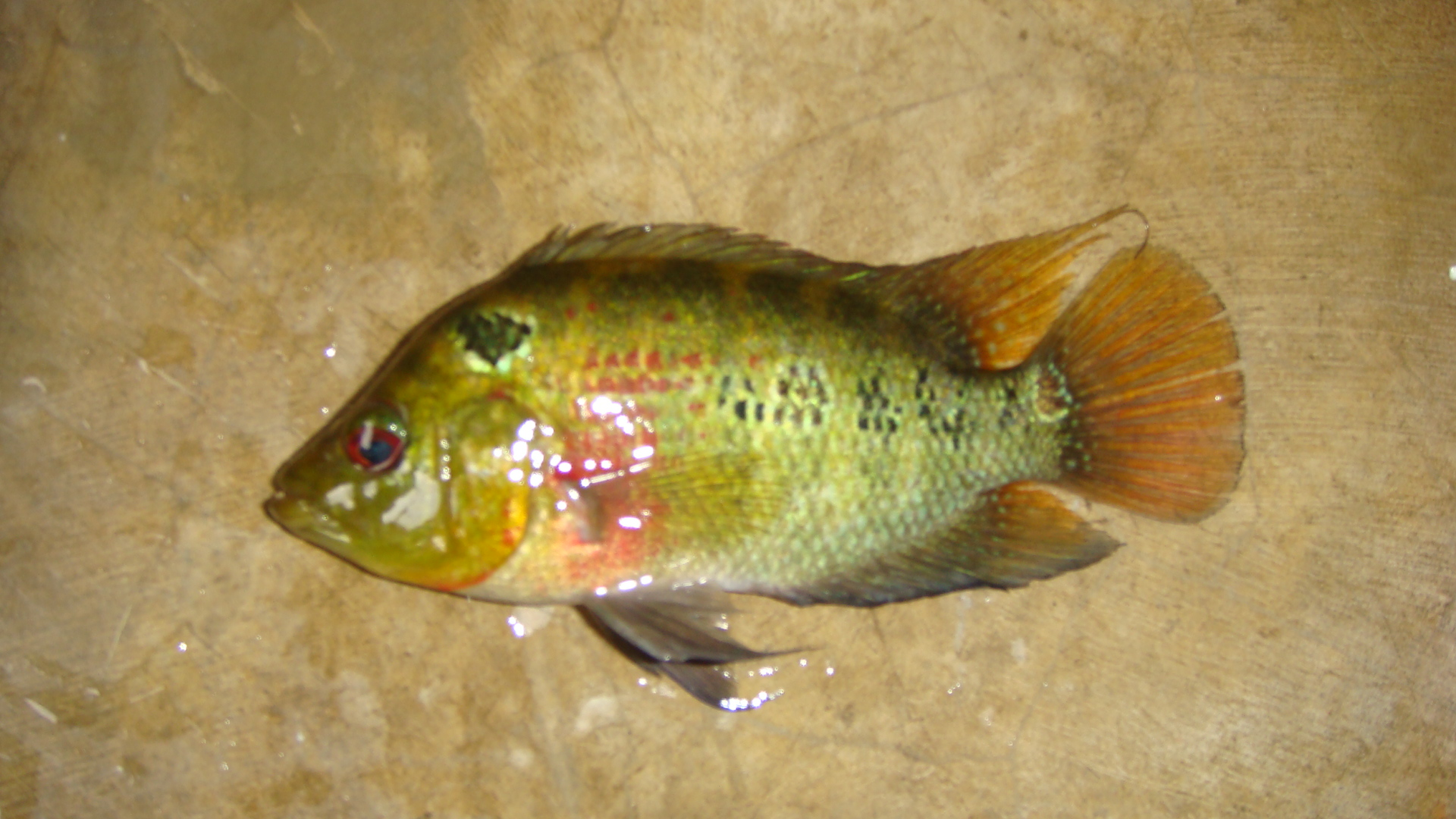
Cichlasoma trimaculatum fuera del agua, este espécimen fue capturado en Laguna de Olomega.

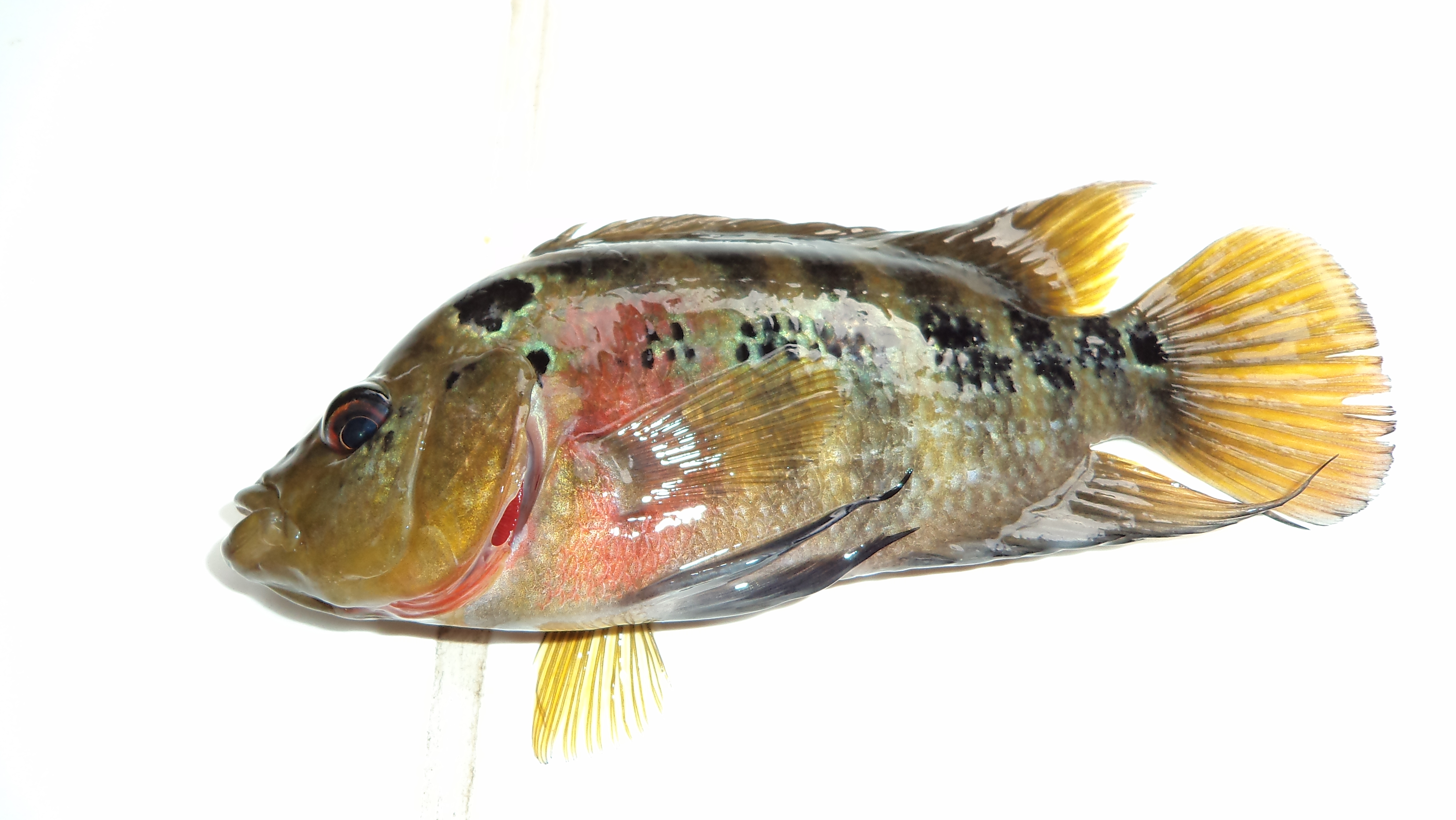
Cichlasoma trimaculatum capturado y extraído de la Laguna de Olomega, El Salvador. Además es posible de encontrarlo en la Laguna el Jocotal, Los Negritos, Metapán, Apastepeque y San Juan, en los Lagos Guija, Ilopango y Coatepeque, en los embalses Cerrón Grande, 15 de septiembre y 5 de noviembre, y en los ríos Lempa y Grande de San Miguel.